# Sad ibn Zanguí
Abu-Xujà Izz-ad-Din Sad ibn Zanguí ibn Mawdud,
més conegut simplement com a Sad I ibn Zanguí o Zankí o Zengi (? - 5 de novembre de 1226) fou atabeg salghúrida de Fars, fill i successor de Tekla.
A la mort del pare es va revoltar el seu cosí Toghrul ibn Sunkur (Sunkur era el germà gran de Tekla) que va arribar a dominar part del Fars però fou derrotat i executat vers el 1203. Durant la lluita una plaga va assolar el Fars i la fam va fer estralls fins al punt que els més fort mataven als dèbils per menjar-se'ls. La peste va durar més temps que la gana. A partir de la pujada de Sad, i amb la valuosa col·laboració del seu visir Khwadja Amid al-Din Abu Nasr Asad Absari, va restaurar la prosperitat del Fars després de les devastacions que havia patit en anys anteriors i la prosperitat va anar retornant al país.
Fou protector del poeta Sadi (mort el 1192) que va agafar el nom de l'atabeg. El 1203/1204 va ocupar breument Esfahan però mentre estava absent de Siraz aquesta ciutat fou ocupada per Muzaffar al-Din Uzbeg, atabeg ildegízida de Hamadan, i va haver de tornar precipitadament.
Va ampliar els seus territoris amb la conquesta de part del Kirman incloent Sirdjan que estava en poder dels kurds xabanqara. La lluita pel domini de tot el Kirman el va ocupar uns anys, combatent a forces locals i als oghuz, i finalment (1206-1209) contra el xa de Coràsmia Ala al-Din Muhammad, el qual finalment fou el que va aconseguir dominar Kirman (1213).
El 1217/1218, en el conflicte entre el xa de Coràsmia i el califa al-Nàssir, Sad I va marxar al nord i va ocupar Rayy, Qazwin i Semnan, però fou derrotat amb una batalla amb els corasmis prop de Rayy i fet presoner. Fou tancat a Hamadan on va romandre fins que va cedir els districtes d'Ishtakhr i Oskovan a Ala al-Din Muhammad i va acceptar pagar un tribut d'un terç dels ingressos; a més va haver de deixar al seu fill gran com a ostatge, però després aquest fou alliberat quan es van establir enllaços matrimonials entre les dues famílies.
El seu fill Abu Bakr ibn Sad va aprofitar una absència del para per intentar prendre el poder a Shiraz però fou derrotat per Sad amb el suport de la població de Shiraz (que el va deixar entrar de nit a la ciutat) i empresonat; en la batalla Sad va rebre la ferida d'una fletxa a l'ull. La guerra del xa de Coràsmia amb els mongols (1218-1220) li va permetre fer-se independent.
El 1223/1224 va lluitar contra el fill d'Ala al-Din Muhammad, Ghiyat al-Din, que s'estava creant un principat a la zona del Jibal. El 1225 Ghiyat al-Din va haver de lluitar contra el seu germà Djalal al-Din Manguberti, erigit en nou xa de Coràsmia al seu retorn de l'Índia, i això va deixar tranquil a Sad I. Ghiyat al-Din va haver de cedir al seu germà un part del seu territori, incloent Esfahan.
Djalal al-Din es va casar amb una filla de Sad I i aquest va reconèixer al xa de Coràsmia com a sobirà que a canvi li va cedir al seu sogre Esfahan i els territoris guanyats abans a Ghiyat al-Din. Djalal al-Din va intercedir davant Sad per fer alliberar a l'empresonat Abu Bakr ibn Sad.
A la seva mort el succeí el seu fill Abu Bakr ibn Sad ibn Zangī